# 潘琳
潘琳，山西平阳人，是一名明朝政治人物。
潘琳曾于洪武元年(1368年)接替君助任漳州府知府一职，洪武八年(1375年)由许荣接任。